# ترکی ناب (ویرجینیای غربی)
ترکی ناب، ویرجینیای غربی (به انگلیسی: Turkey Knob, West Virginia) یک منطقهٔ مسکونی در ایالات متحده آمریکا است که در ویرجینیای غربی واقع شده‌است.

## خصوصیات
ترکی ناب ۵۱۵٫۱۲ متر بالاتر از سطح دریا واقع شده‌است.